# Beecroftstekelstaarteekhoorn
De beecroftstekelstaarteekhoorn (Anomalurus beecrofti)  is een zoogdier uit de familie van de stekelstaarteekhoorns (Anomaluridae). De wetenschappelijke naam van de soort werd voor het eerst geldig gepubliceerd door Fraser in 1853.